# Jennie Finch
Jennie Finch, född den 3 september 1980 i La Verne, Kalifornien, är en amerikansk softbollspelare.
Hon tog OS-guld i samband med de olympiska softboll-turneringarna 2004 i Aten.